# NGC 86
NGC 86 (również PGC 1383) – galaktyka spiralna (S?), znajdująca się w gwiazdozbiorze Andromedy. Odkrył ją Guillaume Bigourdan 14 listopada 1884 roku.